# Sarcophaga aheria
Sarcophaga aheria är en tvåvingeart som beskrevs av Andy Z. Lehrer 1996. Sarcophaga aheria ingår i släktet Sarcophaga och familjen köttflugor. Inga underarter finns listade i Catalogue of Life.